# Hans Toonen
Hans Toonen is een Nederlands fotograaf. Toonen werkt veel samen met zijn collega Hans Wientjens. Samen maakten zij veel reportages voor tijdschriften als Playboy, Penthouse, FHM en Aktueel. De nadruk in hun werk ligt op modelfotografie. Daarnaast ontwierpen zij ook ander grafisch werk, waaronder de hoes van het album 4us van Doe Maar. Toonen en Wientjens werken vanuit een fotostudio in Arnhem.